# Trawelebryta
Trawelebryta – celebryta zajmujący się tematyką podróżniczą (sam wyraz trawelebryta powstał ze złożenia dwóch angielskich słów: travel – podróż + celebrity – osoba powszechnie znana).
W polskiej literaturze termin (w formie "travelebrity") po raz pierwszy został użyty w artykule "Multimedialne podróżopisarstwo czyli narodziny travelebrity" opublikowanym w 2009 roku w periodyku naukowym "Panoptikum".
Gatunek filmowego dokumentu tworzonego przez trawelebrytów określa się mianem trawelogu. Marcin Florian Gawrycki do polskich trawelebrytów zaliczył takie osoby jak: Martyna Wojciechowska, Beata Pawlikowska, Wojciech Cejrowski, Elżbieta Dzikowska, Tony Halik, Robert Makłowicz.

## Krytyka trawelebrytów
Antropolodzy kulturowi, którzy profesjonalnie zajmują się badaniem obcych kultur, krytykują trawelebrytów za brak wiedzy antropologicznej i brak odpowiedniego wykształcenia, za propagowanie w mass-mediach uproszczonych i błędnych obrazów obcych kultur, stereotypów oraz kalek pojęciowych typowych jeszcze dla epoki kolonialnej (zob. też postkolonializm), a także – choć w dość subtelny sposób – uprzedzeń wobec innych kultur.